# العكد (مودن)

تعديل مصدري - تعديل

العكد محلة تابعة لقرية مودن، التابعة لعزلة حيسان بمديرية بعدان إحدى مديريات محافظة إب في الجمهورية اليمنية، بلغ تعداد سكانها 69 حسب تعداد اليمن لعام 2004.